# エプコット
エプコット (英語と略称：EPCOT) は、アメリカ合衆国フロリダ州オーランドのウォルト・ディズニー・ワールド・リゾートにある4つのディズニーパークの内の1つである。

## 概要

### 計画
パーク名のエプコットは、ウォルト・ディズニーが晩年に計画した「実験的未来都市」"Experimental Prototype Community of Tomorrow"の頭文字から取られている。これは未来的な理想都市を目指し、一つの独立した共同体を作る計画であった。しかしウォルトの死によりエプコット計画の続行は難しくなり、最終的に当初の構想とは異なるものの、未来をテーマとしたパークを作ることに落ちつく。

### オープン
1982年10月1日にウォルト・ディズニー・ワールド・リゾートで2番目のディズニーパークとして開園。シンボルはパークの中央に位置する巨大な銀色の球体型をした建造物「スペースシップ・アース」。オープン時の名称は、「エプコット・センター」であったが、後に現在の「エプコット」となった。

### オープン後の沿革
1982年の開業時点ではアトラクションの数自体は5つのみであり、ワールドショーケースは1984年にモロッコ館が、1988年にノルウェー館がオープンした。また、90年代になるとアトラクションの多くは技術的に「時代遅れ」のものと見なされるようになり、90年代にいくつかのパビリオンをクローズしリニューアルする形のものが増えた。例として、1996年に「ユニバース・オブ・エナジー」館を人気女性コメディアンのエレン・デジェネレスを案内役に迎える形でリニューアルした「エレンのエナジー・アドベンチャー（Ellen's Energy Adventure）」や、「ワールド・オブ・モーション」館の跡地に「テスト・トラック（Test Track)」を1999年にオープンしたり、1999年に「ホライズン」館をクローズして2003年に「ミッション:スペース（Mission:Space）」をオープンしたり、2005年にランド館に「ソアリン」をオープンした。
また、2000年代に入るとこれまでになかったディズニーのキャラクターのアトラクションが増え、2007年にメキシコ館に映画「三人の騎士」をテーマにしたボートライド、「三人の騎士のグラン・フェスタ・ツアー（Gran Fiesta Tour Starring The Three Caballeros）」や「リビング・シー（Living Seas）」館を映画「ファインディング・ニモ」をテーマにリニューアルした「シー・ウィズ・ニモ&フレンズ（The Seas with Nemo & Friends）」館がオープンしたり、2016年には人気映画「アナと雪の女王」のアトラクションである、「フローズン・エバー・アフター（Frozen Ever After）」がノルウェー館にオープンした。
この傾向は現在も続いており、2021年10月1日には映画「レミーのおいしいレストラン」をテーマにしたアトラクション、「レミーのラタトゥイユ・アドベンチャー（Remy’s Ratatouille Adventure）」がフランス館に、2022年5月27日にはユニバース・オブ・エナジー跡に映画『ガーディアンズ・オブ・ギャラクシー』シリーズをテーマにしたローラーコースタータイプのアトラクション、「ガーディアンズ・オブ・ギャラクシー:コスミック・リワインド（Guardians of the Galaxy: Cosmic Rewind）」がオープン。なお、このアトラクションはエプコット初のローラーコースタータイプのアトラクションである。
2019年8月のD23 Expoで2021年10月1日よりエプコットのフューチャーワールドを3つのエリアに分けることが決定。中央部は「ワールド・セレブレーション」、西側は「ワールド・ネイチャー」、東側は「ワールド・ディスカバリー」と命名される。

## 施設
「常設の博覧会」と形容されるように、園内はテクノロジーを体験する展示やアトラクションの他、世界各国のパビリオンが立ち並ぶ。エネルギーや大地の恵みなどをテーマに人類の過去と未来を映し出すフューチャーワールドと、世界各国の伝統文化をショーや食事などで紹介するワールドショーケースの二つのエリアに分かれていた。2021年10月1日よりエプコットのフューチャーワールドを3つのエリアに分けることが決定。中央部は「ワールド・セレブレーション」、西側は「ワールド・ネイチャー」、東側は「ワールド・ディスカバリー」と命名される。

### ワールド・セレブレーション
園内の南側、メインゲートに入ってすぐのところにあり、旧フューチャー・ワールドの中央部。エプコットのシンボルのスペースシップ・アースがあり、中のアトラクションは人類の歴史をアニマトロニクスで描いたものである。

#### アトラクション
- スペースシップ・アース（Spaceship Earth）
  - プロジェクト・トゥモロー（Project Tomorrow）
- イマジネーション！（Imagination!）
  - ジャーニー・イントゥ・イマジネーション・ウィズ・フィグメント（Journey into Imagination with Figment)）

### ワールド・ネイチャー
旧フューチャー・ワールドの西部。海や大地などの自然をテーマにしたパビリオンが並ぶ。

#### アトラクション
- ニモと仲間たちの海（The Seas with Nemo and Friends）
  - タートル・トーク・ウィズ・クラッシュ（Turtle Talk with Crush）
- ザ・ランド（The Land）
  - オーサム・プラネット（Awesome Planet）
  - リビング・ウィズ・ザ・ランド（Living with the Land）
  - ソアリン・アラウンド・ザ・ワールド（Soarin' Around the World）
- ジャーニー・オブ・ウォーター（Journey of Water, Inspired by Moana） - 映画「モアナと伝説の海」にインスパイアされたウォークスルータイプのアトラクション。2023年10月16日オープン[3]。

### ワールド・ディスカバリー
旧フューチャー・ワールドの東部。テスト・トラックやミッション:スペースなどスリルの多いアトラクションが並ぶ。

#### アトラクション
- ミッション:スペース（Mission: SPACE）
- テスト・トラック（Test Track）
- ワンダーズ・オブ・ザンダー（Wonders of Xander）
  - ガーディアンズ・オブ・ギャラクシー:コスミック・リワインド (Guardians of the Galaxy: Cosmic Rewind)

#### レストラン
- スペース220（Space 220）[4]

### ワールド・ショーケース
ワールド・ショーケースは、園内の北側、メインゲートから入って奥側にある。ワールド・ショーケースのテーマは、世界を回る。世界11カ国をテーマとしたパビリオン（館）があり、それぞれのパビリオンの中にアトラクションやショップ、レストランが配置されている。各国のエリアにそれぞれの国の建築物を再現しその中にアトラクション、物販、飲食施設などを配している。アトラクションの中で最も規模が大きいのがアメリカ館にあるアメリカン・アドベンチャーである。

#### 日本館
レストラン
- 鉄板江戸

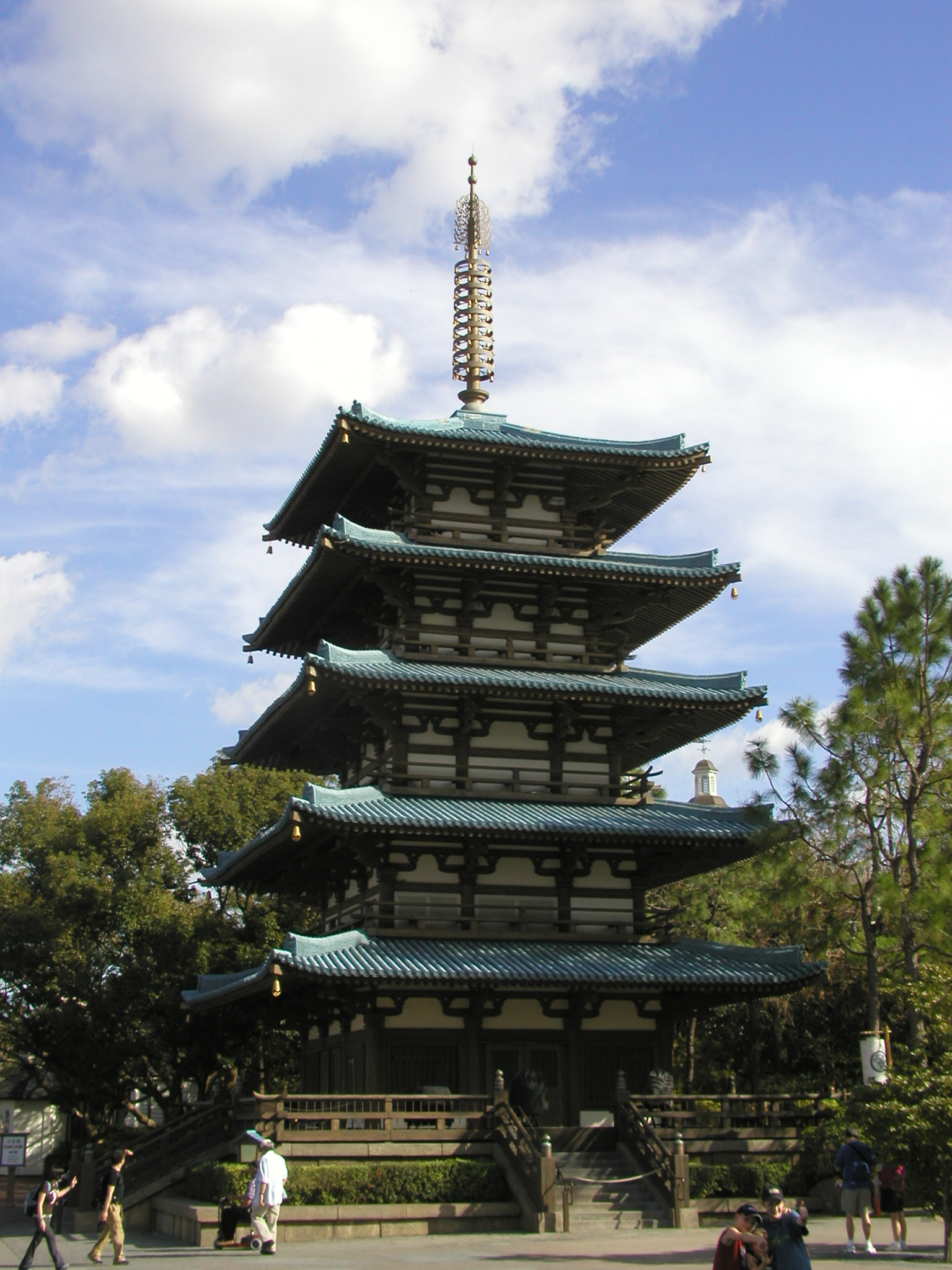
日本館の五重塔

- 四季彩 （Shiki-Sai: Sushi Izakaya、シキサイと読む）
- 匠亭（Takumi-Tei）
- 桂グリル （Katsura Grill）
- 歌舞伎カフェ （Kabuki Cafe）
- ガーデンハウス （Garden House）

ショップ
- 三越百貨店

エンターテイメント
- みゆき
- 祭座（まつりざ）

日本館には現在までアトラクションは無いが、三越がショップとレストランを出店しており、日本食も提供されている。エリアには法隆寺の五重塔や、正倉院、姫路城などが再現されている。なお、東京ディズニーランドにあった「ミート・ザ・ワールド」は本来、ここに設置するために開発されていたアトラクションである。

#### エンターテイメント
- イルミネーションズ:リフレクション・オブ・アース（IllumiNations: Reflections of Earth）（1999年 - 2019年）
- エプコット・フォーエバー (Epcot Forever）（2019年 - 2021年）
- ハーモニアス（HarmouniouUS）（2021年 - )
- ワールド・ショーケース・プレイヤーズ

## 今後の計画
- 旧「ワンダーズ・オブ・ライフ」館跡を「プレイ館」として、オープン予定。[5]さまざまな楽しい遊びをもとに作られ、ディズニーのキャラクターたちとともにハンズオンのアクティビティを体験できるエリアとなる。
- 2019年8月25日のD23 Expoにて映画「メリー・ポピンズ」をテーマとしたアトラクションが作られることが発表された[4]。映画に登場する桜通りが再現される予定であったが、COVID-19の影響で延期となった[6]。

## 参照
1. ↑  https://www.disneytouristblog.com/epcot-center-history/
2. 1 2  https://disneyparks.disney.go.com/blog/2019/08/new-details-revealed-for-the-historic-transformation-of-epcot-underway-at-walt-disney-world-resort/
3. ↑  https://disneyworld.disney.go.com/attractions/epcot/journey-of-water/?CMP=ILC-DPFY23Q4wo0907230016A
4. 1 2  https://disneyparks.disney.go.com/blog/2019/08/new-details-shared-on-highly-anticipated-experiences-coming-to-walt-disney-world-resort/
5. ↑  https://wdwnews.com/releases/new-play-pavilion-coming-to-epcot-as-part-of-theme-parks-historic-multi-year-transformation/
6. ↑  https://dpost.jp/2020/07/16/wp-57620/